# (34110) 2000 PX24
2000 PX24 (asteroide 34110) é um asteroide da cintura principal. Possui uma excentricidade de 0.16086710 e uma inclinação de 10.17056º.
Este asteroide foi descoberto no dia 3 de agosto de 2000 por LINEAR em Socorro.